# Stenobarichneumon basiglyptus
Stenobarichneumon basiglyptus är en stekelart som först beskrevs av Joseph Kriechbaumer 1890.  Stenobarichneumon basiglyptus ingår i släktet Stenobarichneumon och familjen brokparasitsteklar. Arten är reproducerande i Sverige. Utöver nominatformen finns också underarten S. b. annellator.